# 武三思
武 三思（ぶ さんし、生年不明 - 神龍3年7月6日（707年8月7日））は、中国唐代の政治家。武則天の異母兄・武元慶の子（すなわち武則天の甥）。

## 略歴
并州文水県に生まれる。武則天の一族ということで右衛将軍に抜擢され、武則天が政権を掌握すると夏官尚書に任命された。武周が成立すると梁王に封ぜられ一千戸を賜る。ついで天官尚書を拝命し、万歳登封元年（695年）には春官尚書に転じて国史監修を担当、聖暦元年（698年）に検校内史、翌年には特進太子賓客に進んだ。
『新唐書』「芸文志」によれば、『即天后実録』20巻は彼と魏元忠が編纂したものとされる。武則天の信任も厚く、同じく寵臣であった張易之・張昌宗兄弟と結託し権勢の確保につとめた。叔父の武元爽の子の武承嗣とともに皇太子になるべく画策するなど野心が強かった。皇太子の一件に関しては武則天も立太子を検討したが狄仁傑の諫言により実現しなかった。
次男・武崇訓に、中宗の娘である安楽公主が降嫁したこともあり武三思の権勢はより強固なものとなった。対立する桓彦範・敬暉・袁恕己・崔玄暐・張柬之を排除し、自らの寵臣を大官に登用するなど朝政混乱の原因を作り出し、また中宗の皇后韋氏と昭容上官氏に私通するなどの行動があった。しかし神龍元年（705年）に死期が迫った武則天が退位を迫られ、中宗の復位により唐が復興すると、武三思は徳静王に降封された。
武三思は皇太子であった李重俊と不仲であったため、廃太子を行い安楽公主を皇太女として立てるべく政治工作を行っていたが、この態度に不満を持った李重俊は神龍3年（707年）7月に兵を起し武三思・武崇訓父子と親族数十名を殺した。これに対し中宗は哀悼の儀式を挙行し、武三思には太尉を追贈して「宣」と諡したが、睿宗が即位すると武三思父子に逆節があることを理由にその墓所は破壊された。